# 妮科尔·丘萨克
妮科尔·丘萨克（英語：Nicole Cusack，1966年—），澳大利亚女子篮网球运动员。她曾代表澳大利亚国家队参加1998年英联邦运动会篮网球比赛，获得一枚金牌。